# Estación de Fabara
Fabara es una estación ferroviaria situada en el municipio español de Fabara, en la provincia de Zaragoza, comunidad autónoma de Aragón. La estación dispone de servicios de pasajeros de Media Distancia.

## Situación ferroviaria
La estación se encuentra en el punto kilométrico 470,6 de la línea férrea de ancho ibérico que une Miraflores con Tarragona, entre las estaciones de Val de Pilas y de Nonaspe, a 263 metros de altitud. El tramo es de vía única y está electrificado.

## Historia
La estación fue inaugurada el 15 de diciembre de 1893 con la apertura del tramo Caspe-Fayón de la línea férrea que unía Samper vía Reus con Roda de Bará por parte de la Compañía de los ferrocarriles de Tarragona a Barcelona y Francia o TBF. Unos años antes, en 1891 TBF había logrado un acuerdo de fusión con MZA que no se haría efectivo hasta 1899 y que permitía a MZA conectar Barcelona con Madrid vía Zaragoza. Aun así TBF mantuvo cierta autonomía dentro de la nueva compañía, autonomía que conservaría hasta 1936. En 1941, la gestión de la estación pasó a manos de RENFE tras nacionalizarse el ferrocarril en España. 
Desde enero de 2005 Adif es la titular de las instalaciones ferroviarias, mientras que Renfe Operadora explota la línea.

## La estación
El edificio para viajeros es un sencillo edificio de dos alturas, planta rectangular y disposición lateral a las vías. Posee el siguiente esquema de vía:a-v-a-v, de tal forma que la vía 2 es compartida por el andén lateral y central y la vía 1 solo tiene acceso al central. 

## Servicios ferroviarios

### Media Distancia
Renfe Operadora presta servicios de Media Distancia gracias a sus trenes Regional y Regionales Exprés en los trayectos: 
| Línea MD | Trenes          | Origen/Destino                     |  | Destino/Origen                |
| -------- | --------------- | ---------------------------------- |  | ----------------------------- |
| 34       | Regional Exprés | Zaragoza-Delicias Madrid-Chamartín |  | Barcelona-Estación de Francia |
| 34       | Regional        | Zaragoza-Delicias                  |  | Mora la Nueva                 |

El servicio se reduce a tren por sentido diariamente.